# Makoto Shinkai

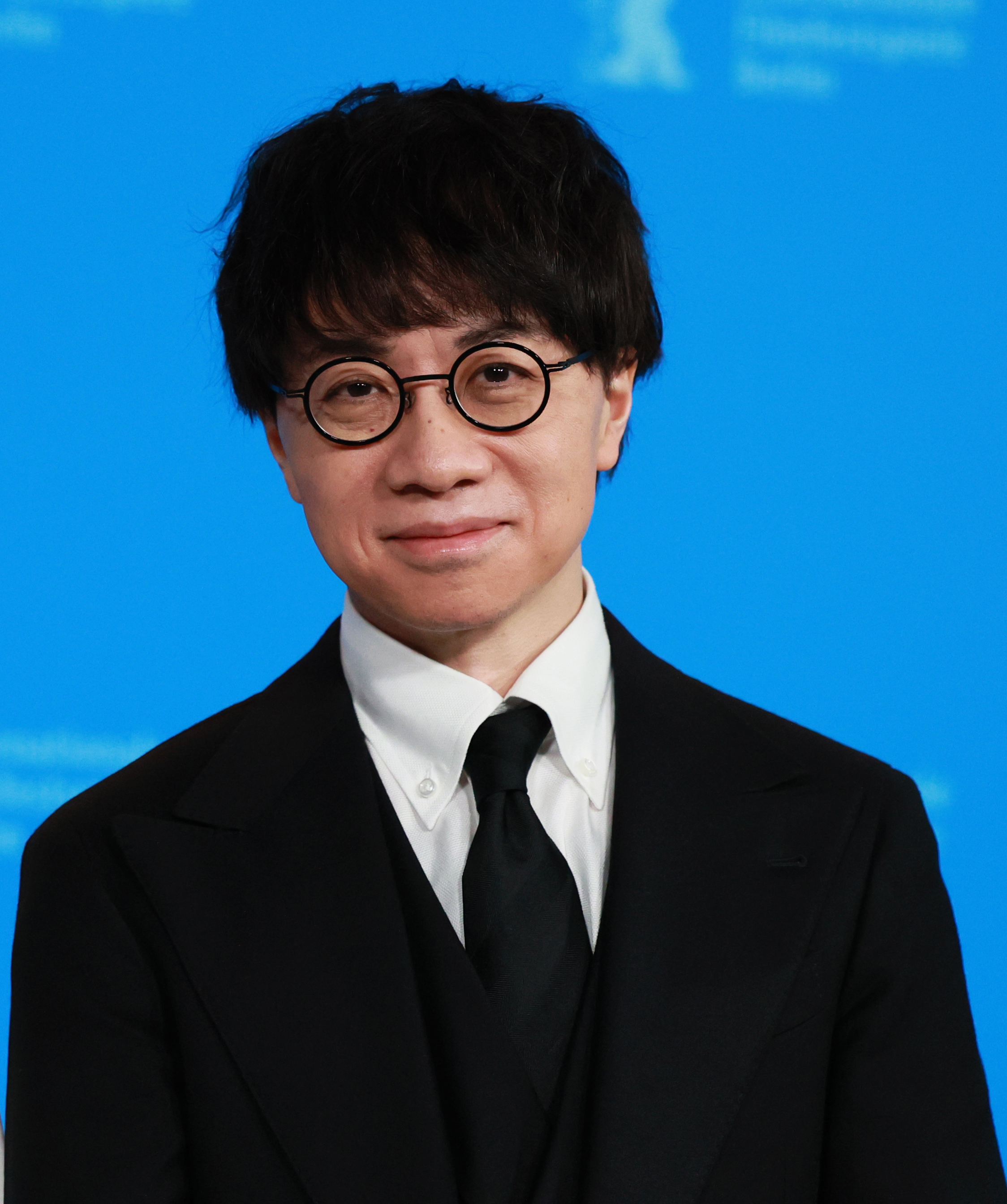
Makoto Shinkai (2023)

Makoto Shinkai (jap. 新海 誠, Shinkai Makoto; * 9. Februar 1973 in Kuomi, Präfektur Nagano, Japan; gebürtig Makoto Niitsu (新津 誠, Niitsu Makoto)) ist ein japanischer Anime-Regisseur und Animator. Er studierte japanische Literatur.

## Werke
Im Jahre 1999 veröffentlichte Shinkai mit Kanojo to Kanojo no Neko einen fünfminütigen Kurzfilm in Schwarzweiß. Dieser wurde mehrfach ausgezeichnet, unter anderem mit dem Großen Preis beim DoGA CG Animations-Wettbewerb 2000. Der Kurzfilm thematisiert das Leben einer Katze aus deren Perspektive, das sie mit ihrer Besitzerin, einer jungen Frau, verbringt. Danach arbeitete er als Grafikdesigner für den Videospiel-Produzenten Nihon Falcom. Ab Juni 2000 arbeitete er an Voices of a Distant Star (Hoshi no Koe), das er in etwa sieben Monaten umsetzte und mit seiner Verlobten Mika Shinohara (篠原 美香, Shinohara Mika) synchronisierte – aber später professionell neusynchronisiert wurde.
Darauf folgte der 90-minütige Animefilm The Place Promised In Our Early Days. Dieser wurde landesweit am 20. November 2004 in Japan herausgebracht. Shinkais nächstes Projekt stellte 5 Centimeters per Second dar und hatte am 3. März 2007 Premiere. Das Werk besteht aus drei indirekt miteinander verbundenen Kurzfilmen namens Ōkashō, Cosmonaut und Byōsoku 5 Centimeter. Die Gesamtspielzeit liegt bei etwa einer Stunde. Im September 2007 veröffentlichte Shinano Mainichi Shinbun, Naganos führende Zeitung, einen von Shinkai animierten TV-Werbespot. Auch danach produzierte er kurze, animierte Werbespots.
2011 kam Children Who Chase Lost Voices (Alternativtitel: Die Reise nach Agartha) heraus, am 31. Mai 2013 startete The Garden of Words (Kotonoha no Niwa) in den japanischen Kinos, zu dem von April bis Oktober 2013 ein gleichnamiger Manga mit sieben Kapiteln erschien, an dem Shinkai als Autor mitwirkte. Sein Film Your Name. – Gestern, heute und für immer (Kimi no Na wa) wurde am 26. August 2016 in Japan veröffentlicht. 2018 wurde er in die Academy of Motion Picture Arts and Sciences berufen, die jährlich die Oscars vergibt. Als ausschlaggebende Werke wurden Your Name. und Children Who Chase Lost Voices genannt. Am 19. Juli 2019 kam Weathering With You – Das Mädchen, das die Sonne berührte (Tenki no Ko)  in die japanischen Kinos. Auf der 73. Berlinale im Februar 2023 hatte sein neuestes Werk Suzume (Suzume no Tojimari) seine internationale Premiere. 
Neben seinen eigenen Projekten animierte Shinkai bis 2008 auch Vorspänne für minori, einem Spieleentwickler für japanische Adventure-Erogē.

## Auszeichnungen
- AMD Award 2002, Bester Regisseur für Hoshi no Koe
- Mainichi Filmwettbewerb 2005, Auszeichnung für The Place Promised In Our Early Days
- Benennung eines Asteroiden nach ihm: (55222) Makotoshinkai (2018)

## Filmografie
- 1999: Other Worlds (Tōi Sekai)
- 1999: She and Her Cat (Kanojo to Kanojo no Neko)
- 2002: Voices of a Distant Star (Hoshi no Koe)
- 2003: Egao (Minna no Uta „Egao“)
- 2004: The Place Promised In Our Early Days (Kumo no Mukō, Yakusoku no Basho)
- 2007: 5 Centimeters per Second (Byōsoku 5 senchimêtoru)
- 2011: Children Who Chase Lost Voices / Die Reise nach Agartha (Hoshi o Ou Kodomo)
- 2013: The Garden of Words (Kotonoha no Niwa)
- 2016: Your Name. – Gestern, heute und für immer (Kimi no Na wa.)
- 2019: Weathering With You – Das Mädchen, das die Sonne berührte (Tenki no Ko)[2]
- 2022: Suzume (Suzume no Tojimari)

### Für Computerspiele
- 2001: Bittersweet Fools
- 2002: Wind: A Breath of Heart
- 2002: Soyokaze no Okurimono
- 2004: Haru no Ashioto, Playstation 2
- 2006/2008: ef – a fairy tale of the two.